# Blaskovich Sándor
Klobusici Blaskovich Sándor (Lugos, 1798. március 21. – Pest, 1857. március 4.) ügyvéd.

## Élete
Pesten tevékenykedett ügyvédként. 1832. október 23-án Munkácson nősült meg.

## Munkái
- Status politico-juridicus incl regni Hungariae habito peculiari respectu jurium regis Hungariae atque fisci regii. Pestini, (1834.)
- Pesther und Ofner Wegweiser. Uo. 1836–40. (Naptár, öt évfolyam.)
- Buda Pesti utasító. 1. és 2. évfolyam. Pest, 1848–49.

### Kéziratban
Jobb idők az erkölcsre nézve (hosszabb költemény) és Bemerkungen über Schuldscheine, Schlussbriefe und Auszüge mit Berücksichtigung ihrer gesetzlichen Eigenschaften dargestellt Censurai példány 1840-ből. (Országos Széchényi Könyvtárban)